# Snowbirds
Los Snowbirds (traducido al español: «Pájaros de nieve»), oficialmente conocidos como el 431º Escuadrón de Demostración Aérea (431 Air Demonstration Squadron) de las Fuerzas Canadienses, son el equipo acrobático de las fuerzas militares de Canadá, Su objetivo es "demostrar las destrezas, el profesionalismo, y la capacidad de trabajo en equipo del personal de las Fuerzas Canadienses".  El escuadrón se encuentra bajo la jurisdicción de la Real Fuerza Aérea Canadiense con base en la CFB Moose Jaw, cerca de la localidad de Moose Jaw, en Saskatchewan.

## Aviones utilizados
| Avión                | Número | Periodo           |
| -------------------- | ------ | ----------------- |
| Canadair CL-41 Tutor | 7      | 1971 — 1972       |
| Canadair CL-41 Tutor | 9      | 1972 — actualidad |

## Galería de imágenes

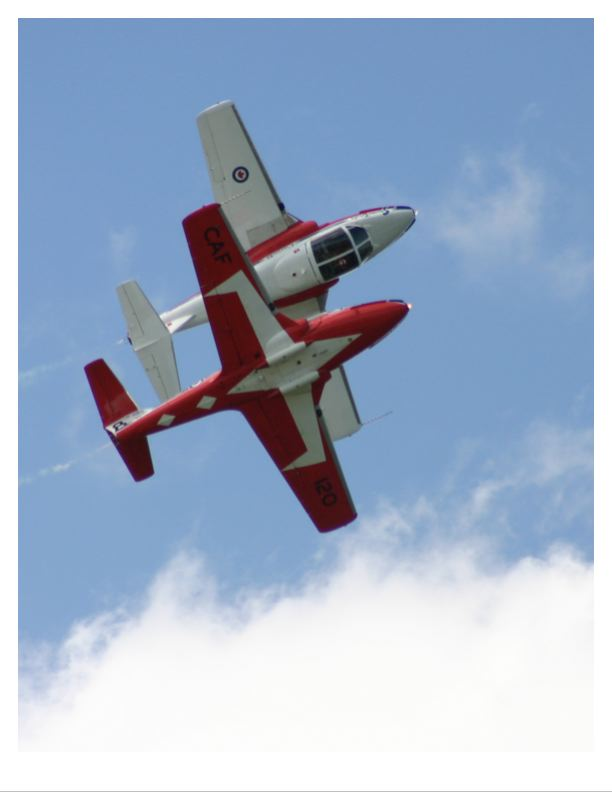
Dos de los Snowbirds en formación espejo.
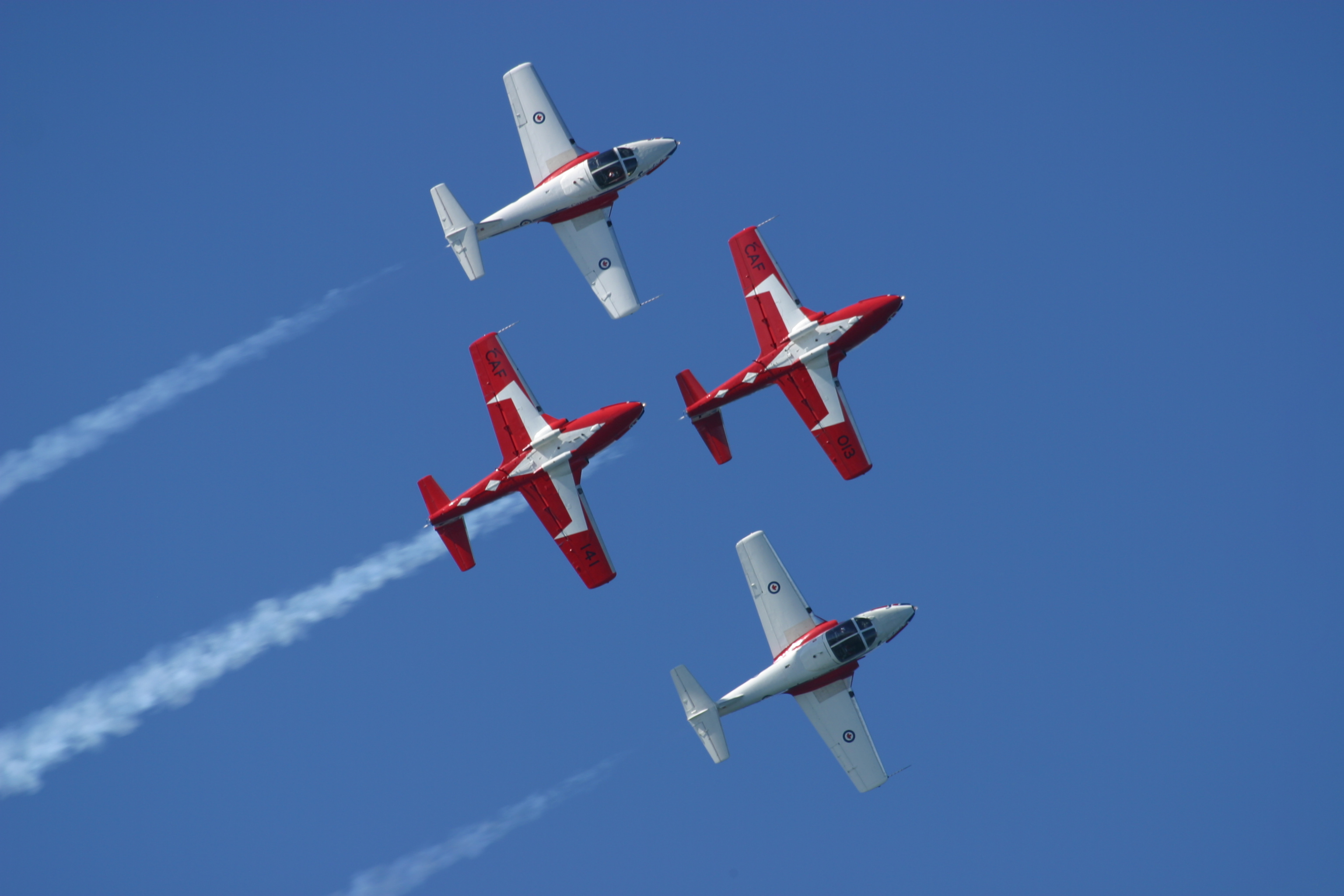
Snowbirds en formación de cuatro.
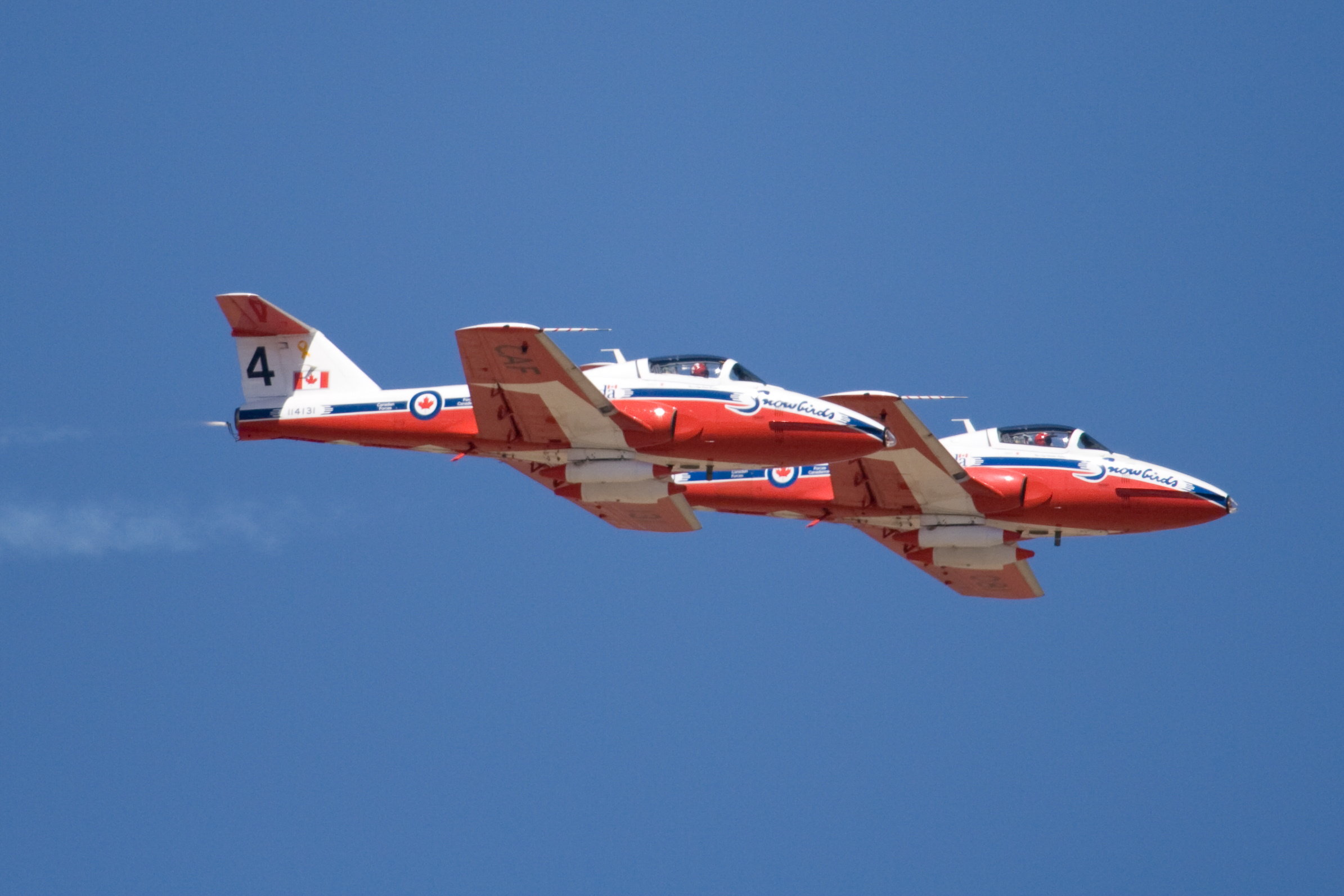
Snowbirds en formación de dos.